# Cinebiografia

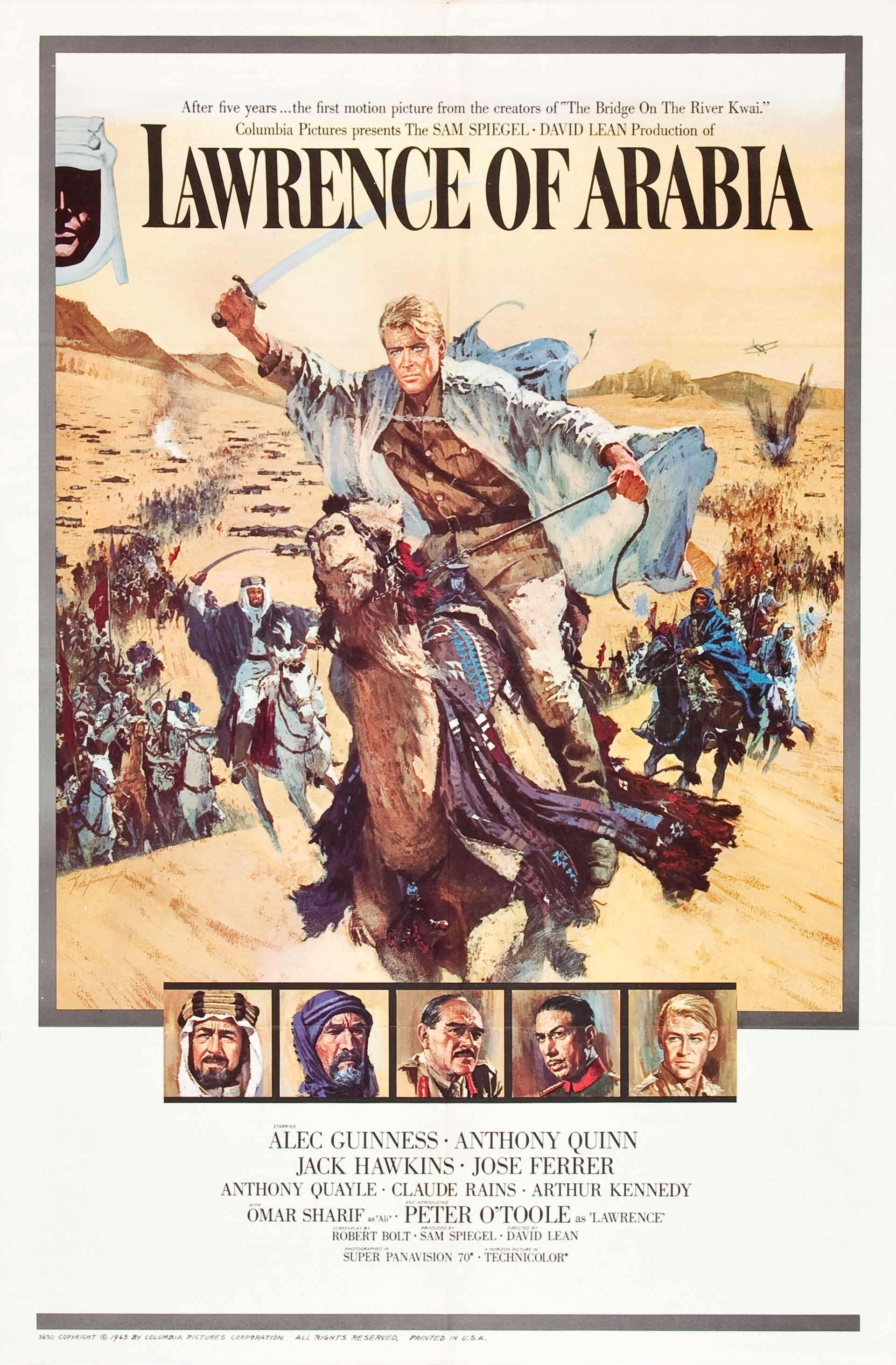
Lawrence da Arábia ("Lawrence of Arabia" não é apenas um filme biográfico ou de aventuras, pese embora contenha esses elementos)

Um filme biográfico ou cinebiografia, também conhecido no jargão do cinema sob o anglicismo biopic (contração de biographical motion picture) é um filme que dramatiza a vida de uma personalidade real. Na maioria das vezes, relata a vida de um personagem do passado, sem que necessariamente se trate de uma figura de importância histórica. Esses filmes mostram a vida de uma personagem histórica e o nome verdadeiro do protagonista às vezes é usado. Exemplos de filmes biográficos são A Lista de Schindler, Bruna Surfistinha, Milk e Sete Dias com Marilyn.